# Persocom
Persocom là từ rút gọn để nói về máy tính xách tay trong tiếng Nhật, tương tự như cách gọi PC (Personal Computer) trong tiếng Anh. Trong Chobits, nó được dùng mà không có sự phân biệt nào giữa máy tính hiện đại và máy tính dạng người. Trong chương cuối của bộ truyện, Chitose Hibiya giải thích rằng những Persocom không được gọi là những Robot vì Ichiro Mihara đã không áp đặt 3 điều luật về robot của Asimov đối với chúng.
Persocom được biết đến khi bộ anime Chobits do Clamp sản xuất ra đời.Persocom có rất nhiều loại từ persocom dạng di động thật nhỏ bé cho tới persocom dạng người.
Dạng di động nhỏ bé ta thấy được là trong bộ phim Chobits Yumi có sử dụng một con persocom di động cực nhỏ nhìn như một món đồ trang trí mà thôi.Dạng di động to hơn là Sumomo do Shinbo sử dụng và Kotoko do Kojima Yoshiyuki sử dụng nhưng sau này hai con persocom này đã thuộc quyền sở hữu của Hideki.